# Laódice (filha de Antíoco Gripo)
Laódice Teia Filadelfo (122 a.C.-?, Laodice em grego, η Λαοδίκη) foi uma princesa greco-síria do Império Selêucida e rainha de Comagena.
Era flha do rei greco-sírio Antíoco VIII Gripo e, possivelmente, filha da princesa ptolemaica Trifena.
Laodice casou-se com Mitrídates I de Comagena. Antíoco I Teos de Comagena foi filho de Mitrídates  e, provavelmente, de Laódice; Antíoco dizia-se descendente de Alexandre, o Grande e de Dario I.